# Zákolany
Zákolany ist eine Gemeinde im Okres Kladno mit zirka 540 Einwohnern. Sie liegt etwa 13 km nordöstlich der Bezirkshauptstadt Kladno bzw. 17 km nordwestlich von Prag am Bach Zákolanský potok, einem Nebenfluss der Moldau. Im Ortsteil Kováry befindet sich die bedeutende Přemysliden-Burg Budeč.

## Geschichte

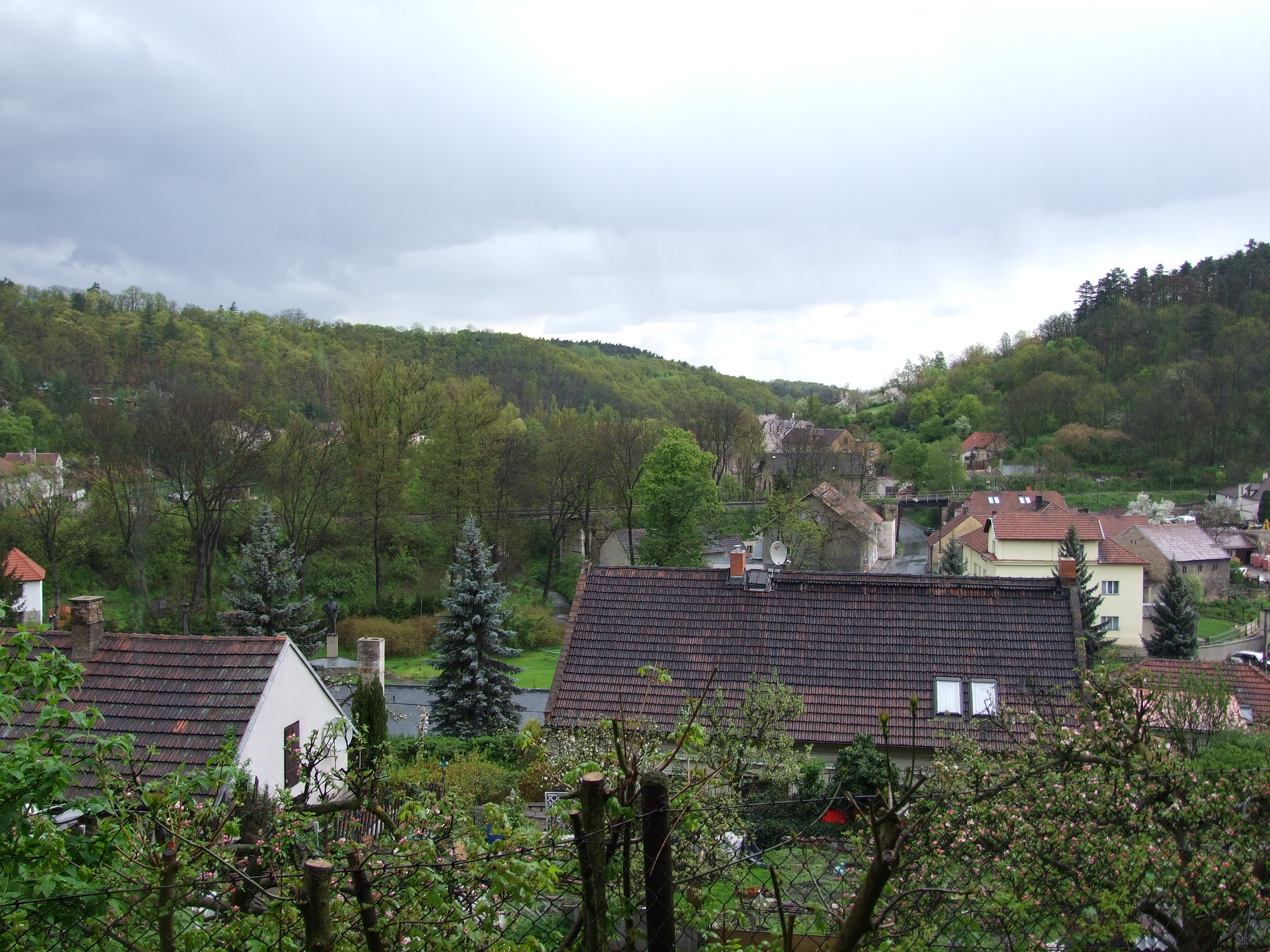
Zákolany

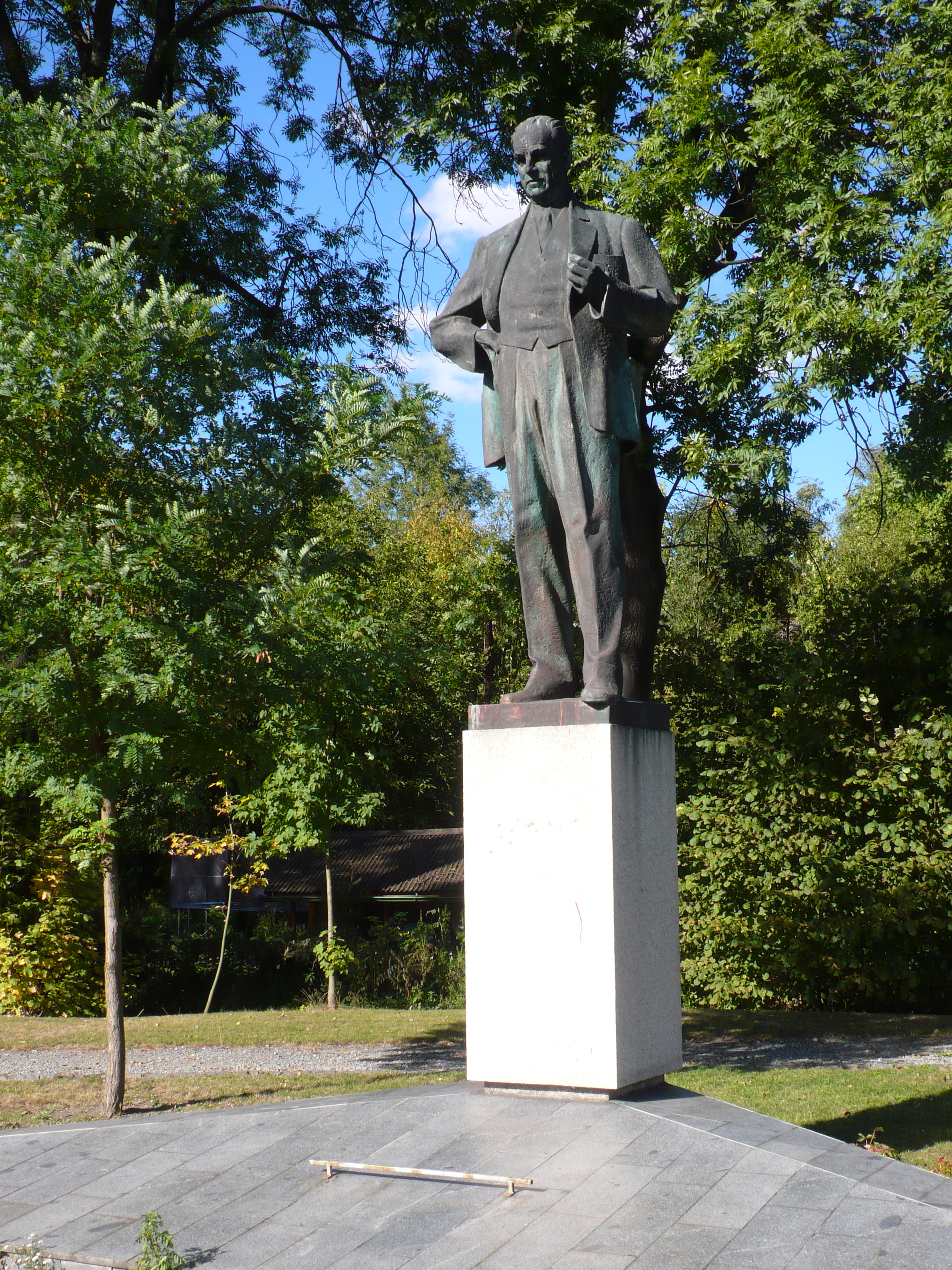
Denkmal für Staatspräsident Zápotocký

Die Gemeinde wurde 1282 erstmals schriftlich erwähnt.

## Sehenswürdigkeiten
- Burg Budeč, eine frühmittelalterliche Burg aus der Zeit der Přemysliden (9. Jahrhundert) mit der vorromanischen Rotunde der hl. Peter und Paul im Ortsteil Kováry (Nationales Kulturdenkmal ÚSKP 11745/2-663[3] seit 1962)
- Naturdenkmal (Naturschutzgebiet) Kovárské stráně („Schmied-Hänge“) mit seltenen termophilen Pflanzen[4][5]

## Gemeindegliederung
Zákolany besteht aus den Ortsteilen Zákolany, Kováry und Trněný Újezd. Das Gemeindegebiet gliedert sich in die Katastralbezirke Kováry und Trněný Újezd u Zákolan.

## Söhne und Töchter der Gemeinde
- Antonín Zápotocký (1884–1957), zweiter kommunistischer Staatspräsident der Tschechoslowakei (im Amt von 1953 bis 1957)